# Radeberger Pilsner
Radeberger Pilsner, vyráběný exportním pivovarem Radeberger Exportbierbrauerei GmbH se sídlem v saském Radebergu poblíž Drážďan, je německé pivo, jehož předobrazem byl Plzeňský Prazdroj. Jedná se o nejstarší spodně kvašený ležák plzeňského typu, jenž byl uvařen mimo území Čech. Typ Pilsner je v Sasku, v němž se v celoněmeckém srovnání spotřebuje nejvíce piva, výrazně preferován, přičemž Radeberger Pilsner zde má podobný status „dražšího či lepšího piva“ jako Pilsner Urquell v České republice. Jeho chuť českého konzumenta nezaskočí, neboť jde vlastně o pivo odvozené a vyráběné plzeňskou metodou.
Pivovar vyrábí a prodává pouze tuto jednu značku. Radeberger Exportbierbrauerei GmbH je vlajkovým pivovarem skupiny „Radeberger Gruppe“, což je dceřiná společnost Dr. August Oetker KG. „Sklepní pivo“, tzv. Zwickelbier, zkráceně Zwickel nebo také Kellerbier, což je nefiltrované, „přirozeně zakalené“ pivo, se točí v baru přímo pod pivovarem. V roce 2017 dosáhla roční produkce piva Radeberger Pilsner 2 080 000 hektolitrů. Historické budovy pivovaru v ulici Dresdner Straße 2 jsou pod památkovou ochranou. Provoz se zařízeními z nerezové oceli lze pozorovat z ulice. Od roku 1992 existuje reklamní partnerství mezi pivovarem a drážďanskou Semperovou operou.

## Historie pivovaru

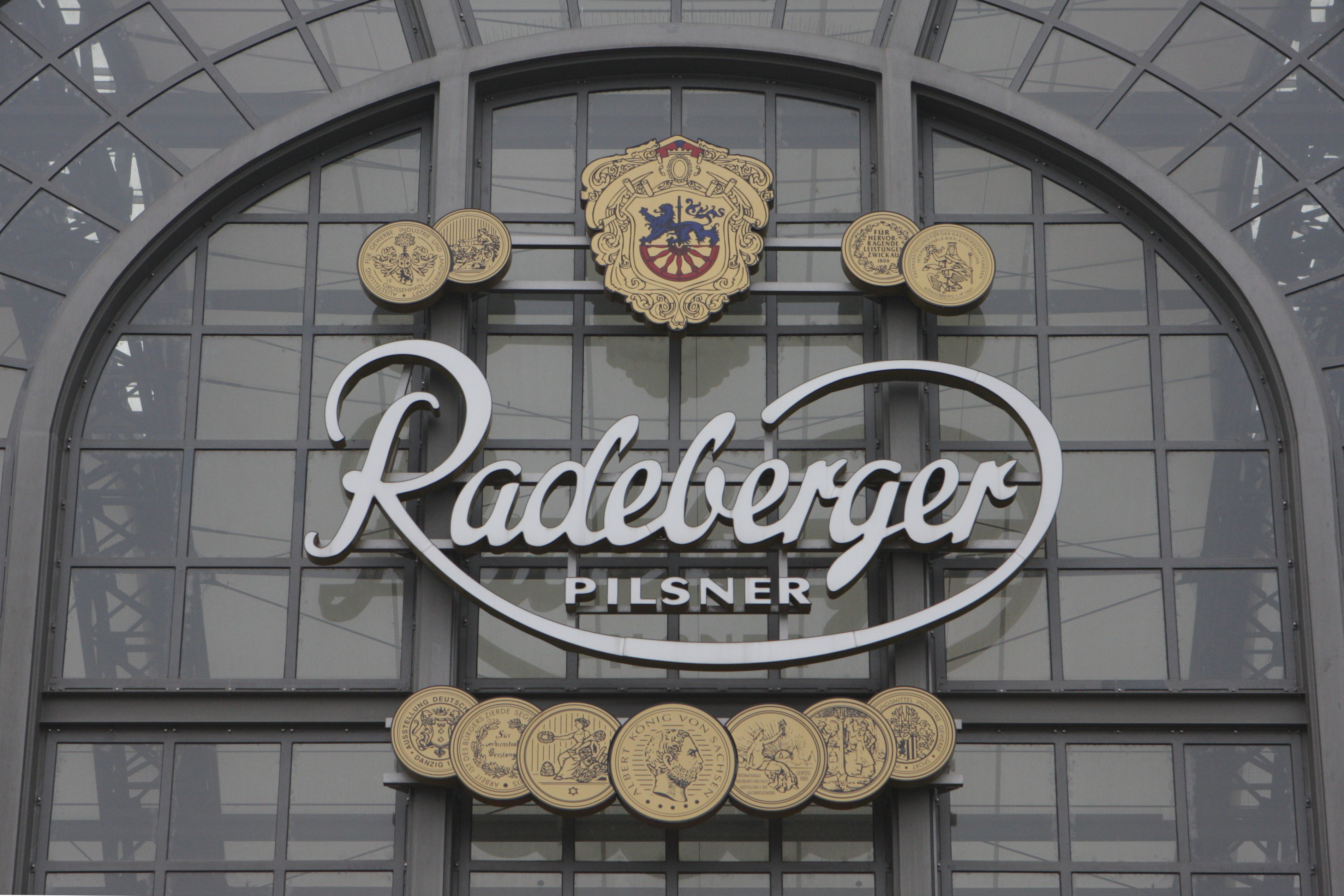
Reklama na drážďanském Hlavním nádraží

Pivovar byl založen v roce 1872 jako akciový pivovar Zum Bergkeller. Od roku 1885 používá název Radeberger Exportbrauerei, tedy Radeberský exportní pivovar. Dekretem z 11. prosince 1905 bylo povoleno, aby tento pivovar používal pro své pivo Radeberger Pilsner slogan „stolní nápoj Jeho Veličenstva krále Fridricha Augusta III. Saského“. Tehdejší ředitel pivovaru Conrad Brüne, který tu v roce 1907 sjednal návštěvu krále, se zasloužil o to, že se tento původně malý pivovar rozvinul ve velký průmyslový provoz. Na mnoha veletrzích a různých specializovaných výstavách získal exportní pivovar nespočet ocenění, medailí, uznání a čestných cen za své úspěchy v oblasti vaření piva. Některá z těchto ocenění, byť jsou historická, firma inzeruje dodnes. V období Německé demokratické republiky se pivo Radeberger vyváželo hlavně do zahraničí a prodávalo se v interhotelech.
Po roce 1990 byla provozní zařízení tohoto pivovaru ve velkém rozsahu modernizována a rozšířena. Dnes je Radeberger jedním z nejmodernějších pivovarů v Evropě. V roce 2002 oslavil Radeberský exportní pivovar 130 let svého trvání. V témže roce byla skupina „Binding Gruppe“ přejmenována na „Radeberger Gruppe“.

## Galerie

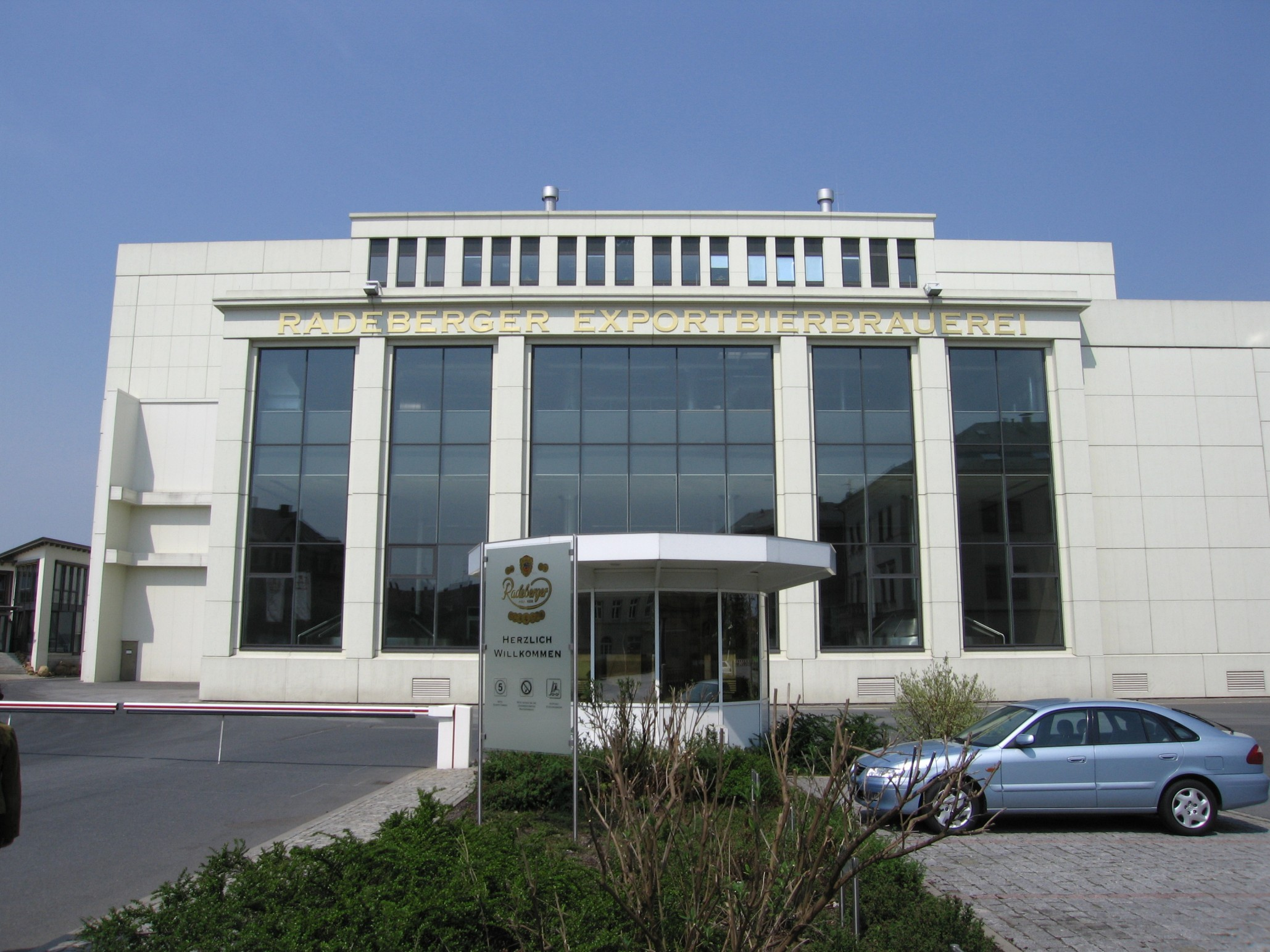
Výrobní budovy pivovaru Radesberger
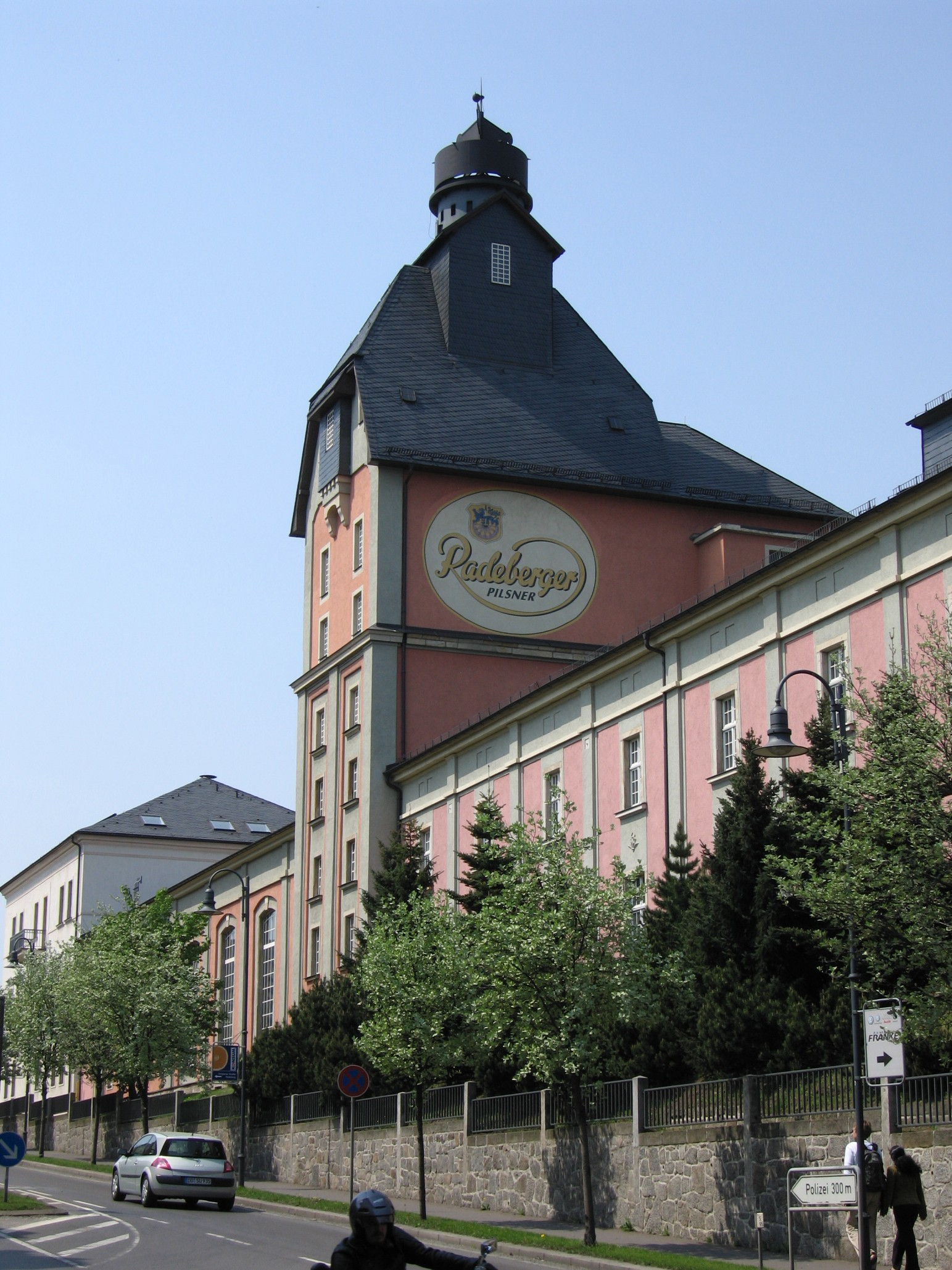
Sušárna
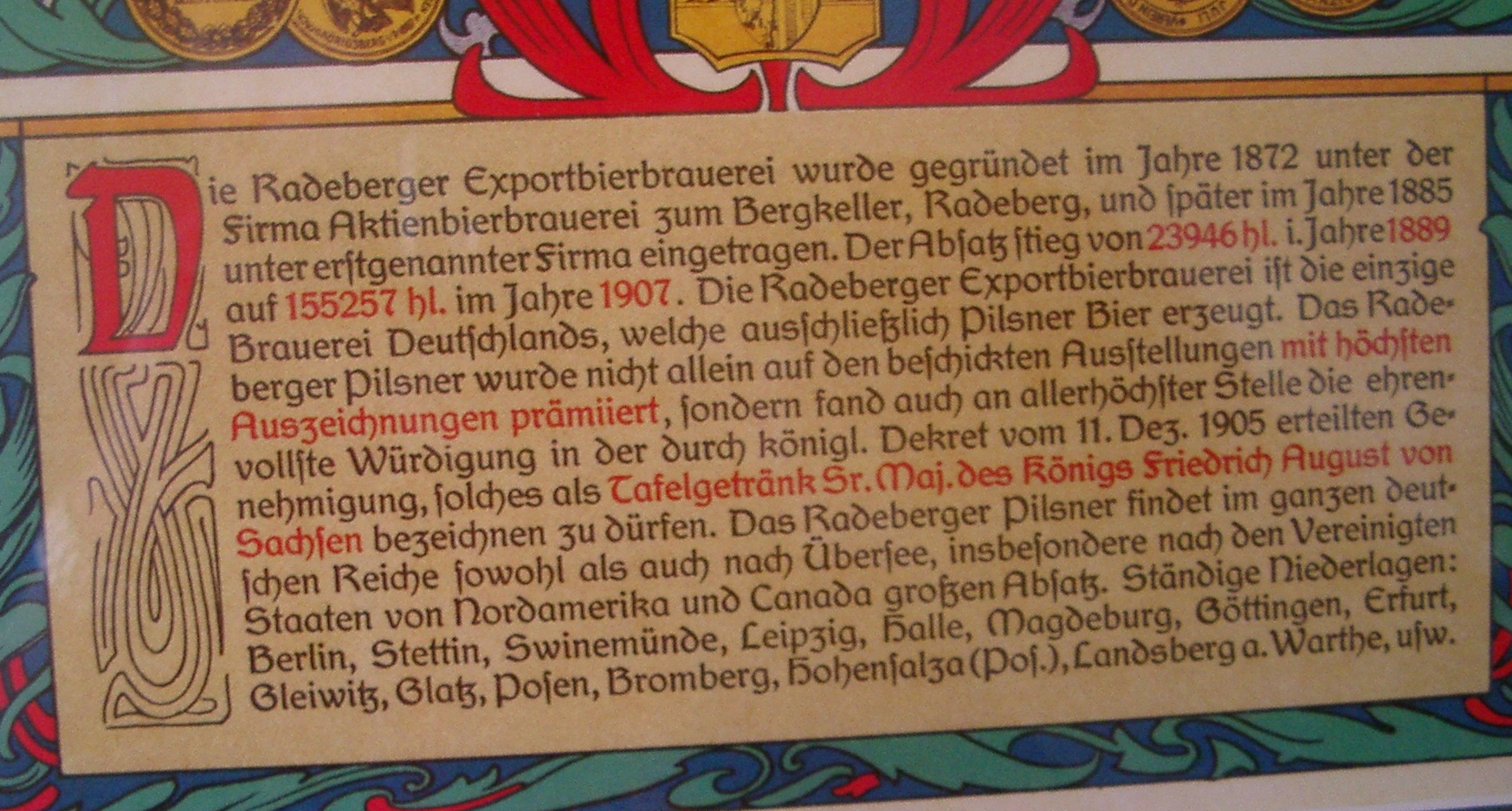
Cedule s dějinami pivovaru
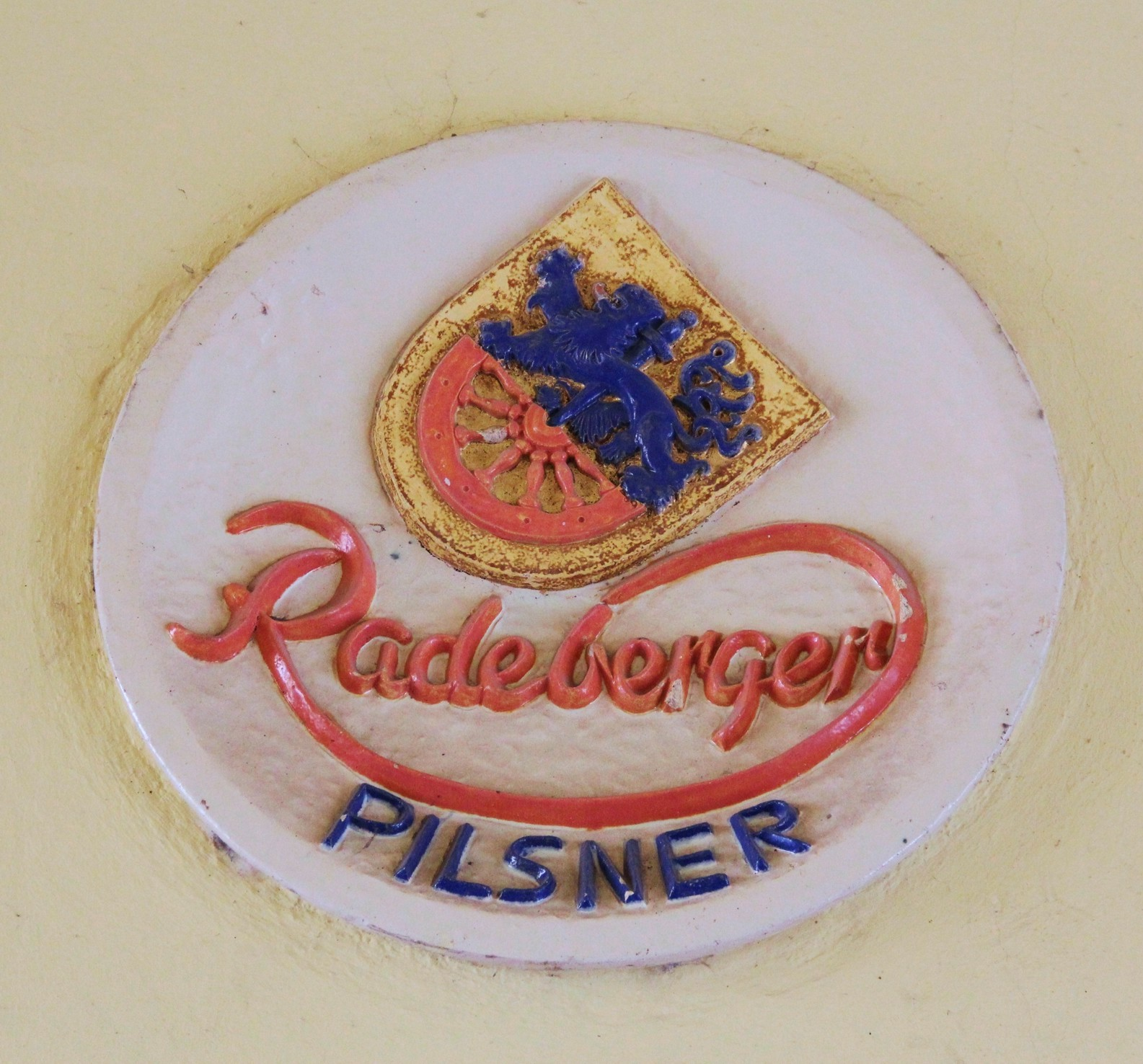
Původní reliéf na zdi pivovaru
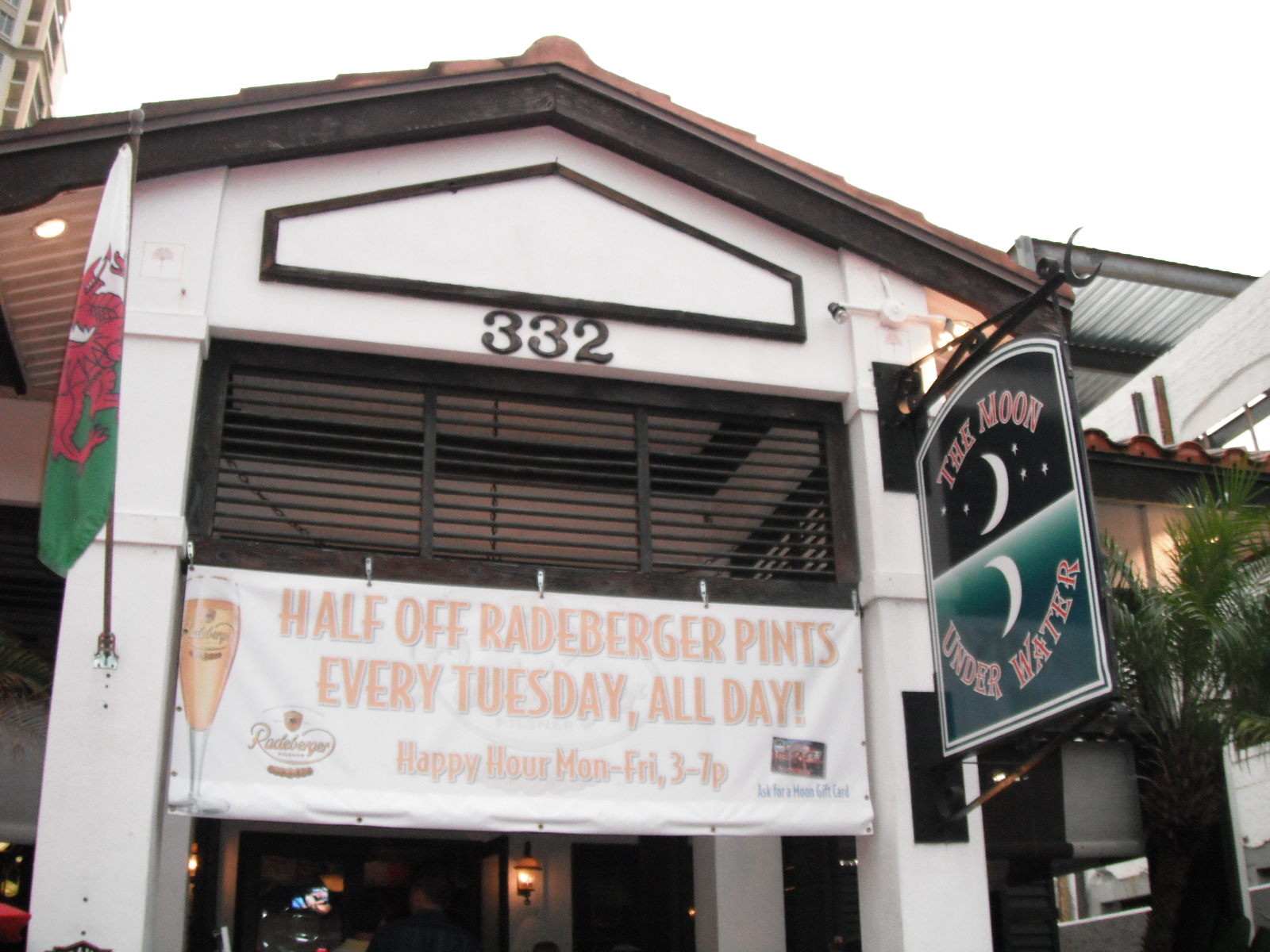
Reklama na Radesbereger v americkém St. Petersburgu
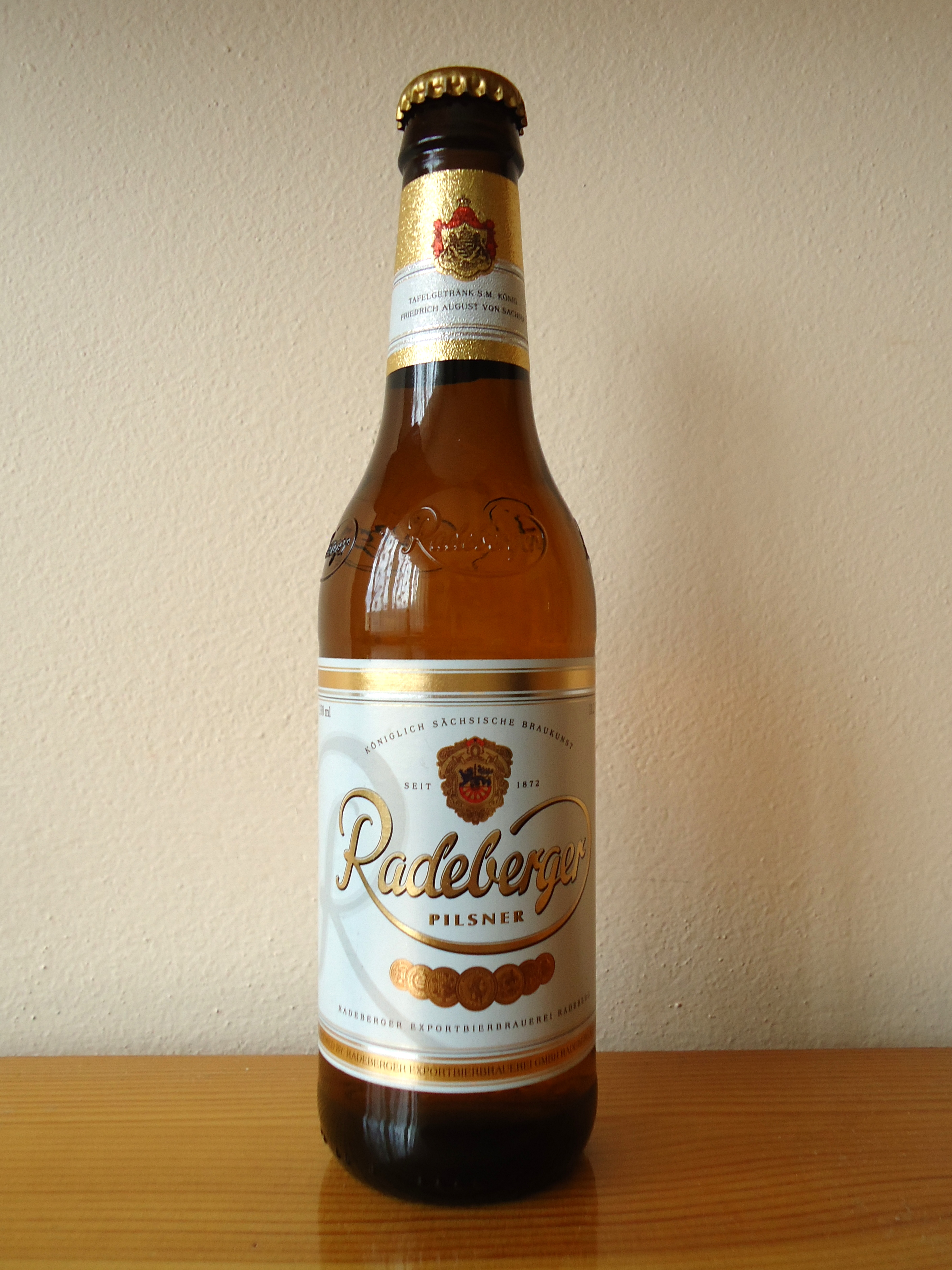
Lahvový Radesberger Pilsner

## Údaje oprodukci piva vletech 1888–1913
(Údaje v hektolitrech)
- 1888/1889 → 23,946
- 1889/1890 → 31,131
- 1890/1891 → 35,840
- 1891/1892 → 40,727
- 1892/1893 → 46,992
- 1893/1894 → 48,998
- 1894/1895 → 56,837
- 1895/1896 → 60,961
- 1896/1897 → 69,718
- 1897/1898 → 79,381
- 1898/1899 → 82,196
- 1899/1900 → 91,063
- 1900/1901 → 98,309
- 1902/1903 → 98,955
- 1912/1913 → 230,000

## Zajímavosti
V americkém komediálním seriálu Two and a Half Men pije lahvový Radesberger hlavní postava Charlie Harper (Charlie Sheen).